# Marja Casparsson
Maria (Marja) Casparsson, född 11 juli 1901 i Saltsjöbaden, Nacka församling, död 24 augusti 1993 i Saltsjöbaden, var en svensk målare.

## Biografi
Marja Casparsson föddes och växte upp i Villa Snäckan i Saltsjöbaden. 
Hennes far, Edvard Casparsson (1856–1923), var nära vän med flera av tidens främsta konstnärer, däribland Anders Zorn och Ernst Josephson. Modern Anna Casparsson gav musiklektioner och blev vid hög ålder känd för sina applikationsbroderier. 

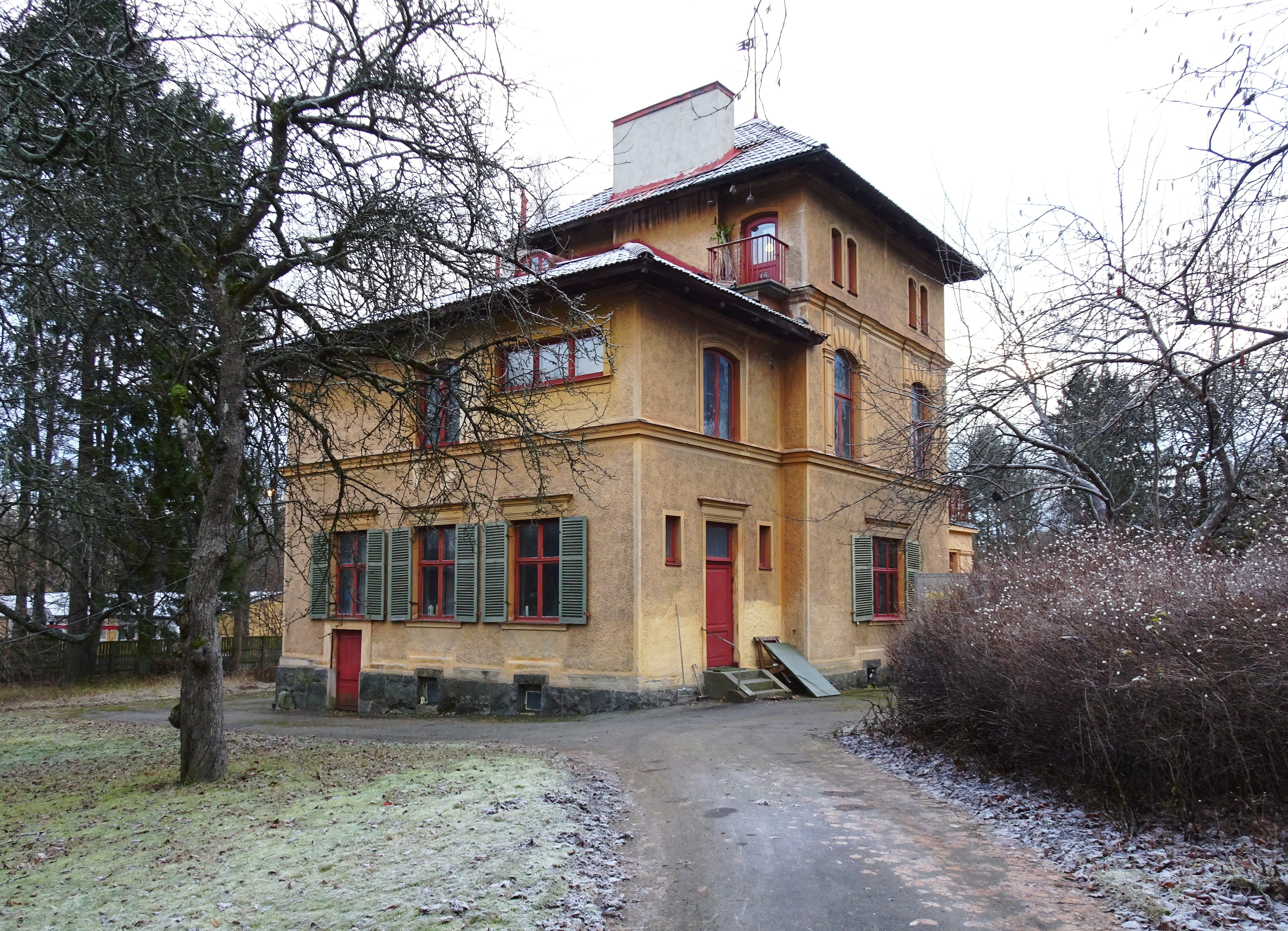
Villa Snäckan, 2015.

Casparsson tänkte efter studentexamen 1919 först bli arkitekt, inspirerad av sin äldre syster Inga, som var en av Sveriges första kvinnliga byggnadsingenjörer. Hon fick studera vid Kungliga Tekniska högskolan (KTH) som specialelev, eftersom kvinnor inte  kunde bli ordinarie elever förrän 1921. Hon upptäckte emellertid att hon hellre ville bli konstnär och lämnade KTH redan efter ett år. Hon studerade vid Edward Berggrens målarskola 1920–1921, Wilhelmsons målarskola 1921–1922 och Konstakademien 1922–1929, där hon belönades med den hertigliga medaljen. 
I moderns villa i Saltsjöbaden inreddes en ateljé, liksom på sommarstället ”Marstrandslyckan” vid den lilla sjön Vån i södra Östergötland, intill konstnärsvännerna Leoo och Marianne Verde. 
Tillsammans med familjen gjorde hon studieresor till Italien, Frankrike, Tyskland, Österrike och Nederländerna. 
Hon målade landskap och interiörer i olja och akvarell samt porträtt. Hon gjorde dessutom akvarellerade illustrationer till Asbjörnsens och Moes norska folksagor, som emellertid aldrig blev publicerade.
| ”                                             | Man är sannerligen inte bortskämd i detta land med porträttmålare, som kunna och vilja ge karaktär i en människobild. Marja Casparsson kan det, och när hon väljer sina modeller bland barn och åldringar, behöver hon inte heller så lätt riskera att komma i konflikt med modellens krav på att se bra ut … styrkan i Marja Casparssons konst är den skarpa och rättframma psykologiska blicken. | „ |
| – Gotthard Johansson 1936 i Svenska Dagbladet | |   |

Marja Casparsson är begravd på Skogsö kyrkogård.

## Utställningar och representation
Marja Casparsson hade separatutställning i Konstnärshuset i Stockholm 1936 och i Norrköpings konstmuseum 1938 och har deltagit i ett flertal samlingsutställningar i Stockholm och i Saltsjöbaden. 
År 2007 ordnades en minnesutställning i Saltsjöateljén (Isaac Grünewalds ateljé i Grünewaldvillan) och sommaren 2013 arrangerades en utställning i Nacka konsthall med Marja och Anna Casparsson.
Marja Casparsson är representerad i Nationalmuseum, Moderna museet, Konstakademien, Östergötlands länsmuseum och Vår Gårds konstsamling i Saltsjöbaden. I svenska statens porträttsamling på Gripsholms slott finns bland annat ett porträtt av modern, vilket ingick bland de porträtt som 1988 ställdes ut på National Gallery of Art i Washington (”Masterpieces from Gripsholm Castle”).